# Bromstjärnen (Rengsjö socken, Hälsingland)
Bromstjärnen är en sjö i Bollnäs kommun i Hälsingland och ingår i Norralaåns huvudavrinningsområde. Sjön är 1,5 meter djup, har en yta på 0,012 kvadratkilometer och är belägen 207 meter över havet.